# ثنية هلالية حلقية
الثنية الهلالية هي الجُزء العلوي الرقيق من طية الغشاء المخاطي في الحفرة فوق اللوزة والتي تصل عبر القوسين. تُسمى الطية المُنفصلة باسم الثنية المثلثية والتي تتواجد على الناحية السفلية الخلفية من السطح الخلفي للقوس الحنكي العلوي لتغطية الجزء السفلي من اللوزتين.